# Pseudobrevicoryne buhri
Pseudobrevicoryne buhri är en insektsart som beskrevs av Carl Julius Bernhard Börner 1952. Pseudobrevicoryne buhri ingår i släktet Pseudobrevicoryne och familjen långrörsbladlöss. Arten är reproducerande i Sverige. Inga underarter finns listade i Catalogue of Life.